# Patof — 25 grands succès
 (mai 2025).
Albums de Patof
L'intégrale de trois albums – Patof chante Noël/Patof chez les esquimaux/Patof en Russie
(2014) Patof, volume 2 — Patof et ses amis
(2022)
Patof — 25 grands succès est une compilation de Patof, commercialisée en 2022.
Le clown Patof est interprété par Jacques Desrosiers.

## Composition
L'album réunit des chansons parues sur disques entre 1972 et 1976, à l'époque de la diffusion des séries télévisées québécoises pour enfants Le Cirque du Capitaine, Patofville, Patof raconte et Patof voyage.
Il présente les plus grands succès de Patof, tels que : Patof Blou (1972), Patof le roi des clowns (1972), Patofville (1973), L'éléphant Tic-Tac (1973), La plus belle poupée du monde (1973), Bienvenue dans ma bottine (1974), Gros minou (1975), Bonjour Patof (1975) et Super Patof (1976).
La plupart des titres ont été remasterisés à partir des bandes maîtresses.

## Titres
| No  | Titre                              | Auteur                                                                         | Durée |
| --- | ---------------------------------- | ------------------------------------------------------------------------------ | ----- |
| 1.  | Patof Blou                         | Hubert Giraud, Adapt. Gilbert Chénier                                          | 3:10  |
| 2.  | Patofville                         | Gilbert Chénier, François Bernard                                              | 2:25  |
| 3.  | Bonjour les enfants                | D. Williams, Pierre Létourneau                                                 | 2:34  |
| 4.  | Patof le roi des clowns            | D. Williams, Gilles Brown                                                      | 2:02  |
| 5.  | L'éléphant Tic-Tac                 | François Bernard                                                               | 1:49  |
| 6.  | J'aime les fruits                  | Little Richard, C. Tremblay                                                    | 2:25  |
| 7.  | Gros minou                         | Dallas Frazier, C. Tremblay                                                    | 2:44  |
| 8.  | Bonjour Patof                      | Otis Blackwell, C. Tremblay                                                    | 2:02  |
| 9.  | Super Patof                        | Pete Tessier, Pierre Laurendeau                                                | 2:38  |
| 10. | Patofleur                          | Gilbert Chénier, Daniel Valois                                                 | 2:25  |
| 11. | Sheedee-lee-dee                    | T.J. Vance, L. Pockriss, Pierre Létourneau                                     | 3:43  |
| 12. | Pif pof Patof                      | R. Barrette                                                                    | 2:30  |
| 13. | La gigue des Patofvillois          | Gilbert Chénier, Daniel Valois                                                 | 1:57  |
| 14. | Tapis magique                      | Alain Jodoin, Louis Parizeau, Jocelyne Berthiaume, Daniel Valois, Jean Beaulne | 2:36  |
| 15. | Gazou gazou                        | Tony Caticchio, Pierre Létourneau                                              | 3:37  |
| 16. | Bienvenue dans ma bottine          | Gilbert Chénier, Jacques Desrosiers, Daniel Valois                             | 2:12  |
| 17. | La plus belle poupée du monde      | Louis Parizeau, Jocelyne Berthiaume, Daniel Valois, Jean Beaulne               | 3:03  |
| 18. | Tous les enfants du monde          | Pierre Létourneau, Germain Gauthier                                            | 1:55  |
| 19. | Je veux du soleil et des chansons  | Alain Jodoin, Louis Parizeau, Jocelyne Berthiaume, Daniel Valois, Jean Beaulne | 2:05  |
| 20. | Si tu souris                       | Alain Jodoin, Louis Parizeau, Daniel Valois, Jocelyne Berthiaume, Jean Beaulne | 2:28  |
| 21. | Oh! Les enfants                    | D. Williams, Gilles Brown                                                      | 2:15  |
| 22. | Le cirque de Russie                | Pierre Létourneau, Germain Gauthier                                            | 2:11  |
| 23. | Ballade pour un clown (Dis-Patof?) | R. Giuliano, Jacques Desrosiers, Jocelyne Berthiaume, Louis Parizeau           | 2:44  |
| 24. | Quel bonheur                       | Yves Martin, Pierre Létourneau                                                 | 2:26  |
| 25. | Goodbye, au revoir, dasvidanie     | Jacques Desrosiers, Daniel Valois                                              | 2:57  |